# Gaetano Grillo
Gaetano Grillo (Soriano Calabro, 3 aprile 1941) è un politico italiano, già sindaco di Crotone dal 1995 al 1997.

## Biografia
Dopo l'infanzia nel paese di nascita, si trasferisce a Crotone. Nel 1965 si laurea in giurisprudenza all'Università La Sapienza di Roma e, dopo la pratica forense, torna a Crotone per esercitare la professione di avvocato civilista. 

### Carriera politica
Nel 1988 aderisce alla Democrazia Cristiana e si candida come consigliere comunale alle elezioni amministrative tenutesi in quell'anno a Crotone, venendo eletto e facendo parte della giunta di centrosinistra guidata da Giuseppe Vrenna. Viene riconfermato alla carica di consigliere anche nelle successive tornate elettorali: nel 1990 con Giancarlo Sitra, nel 1992 con Carmine Talarico e l'anno seguente con Domenico Lucente.
Nel 1995, in seguito alle dimissioni presentate da Domenico Lucente, si va nuovamente al voto elettorale; Grillo, che questa volta si era presentato come candidato sindaco, vince le elezioni e governa la giunta comunale per due anni fino a nuove elezioni, avvenute nel 1997 e che videro stavolta l'affermazione di Pasquale Senatore come sindaco della città ionica. È stato eletto anche nel Consiglio della Regione Calabria. Ad oggi, pur essendosi allontanato dalla politica attiva, si diverte scrivendo di politica sui quotidiani locali, esprimendo opinioni alla TV tanto che l'emittente locale TeleDiogene gli ha dedicato un intero spazio intitolato Il Grillo...parlante.

### Controversie
Nel 2001 il gip del tribunale di Crotone Gianfranco Grillone proscioglie Grillo dall'accusa rivolta sia contro di lui che contro l'ex prefetto di Crotone Paolo Calvo di disastro colposo in merito all'alluvione del 1996. L'accusa sarebbe stata formulata in merito agli eccessivi ritardi nei soccorsi e sulla mancanza di un piano di protezione civile per l'emergenza.